# Vlucht naar Egypte

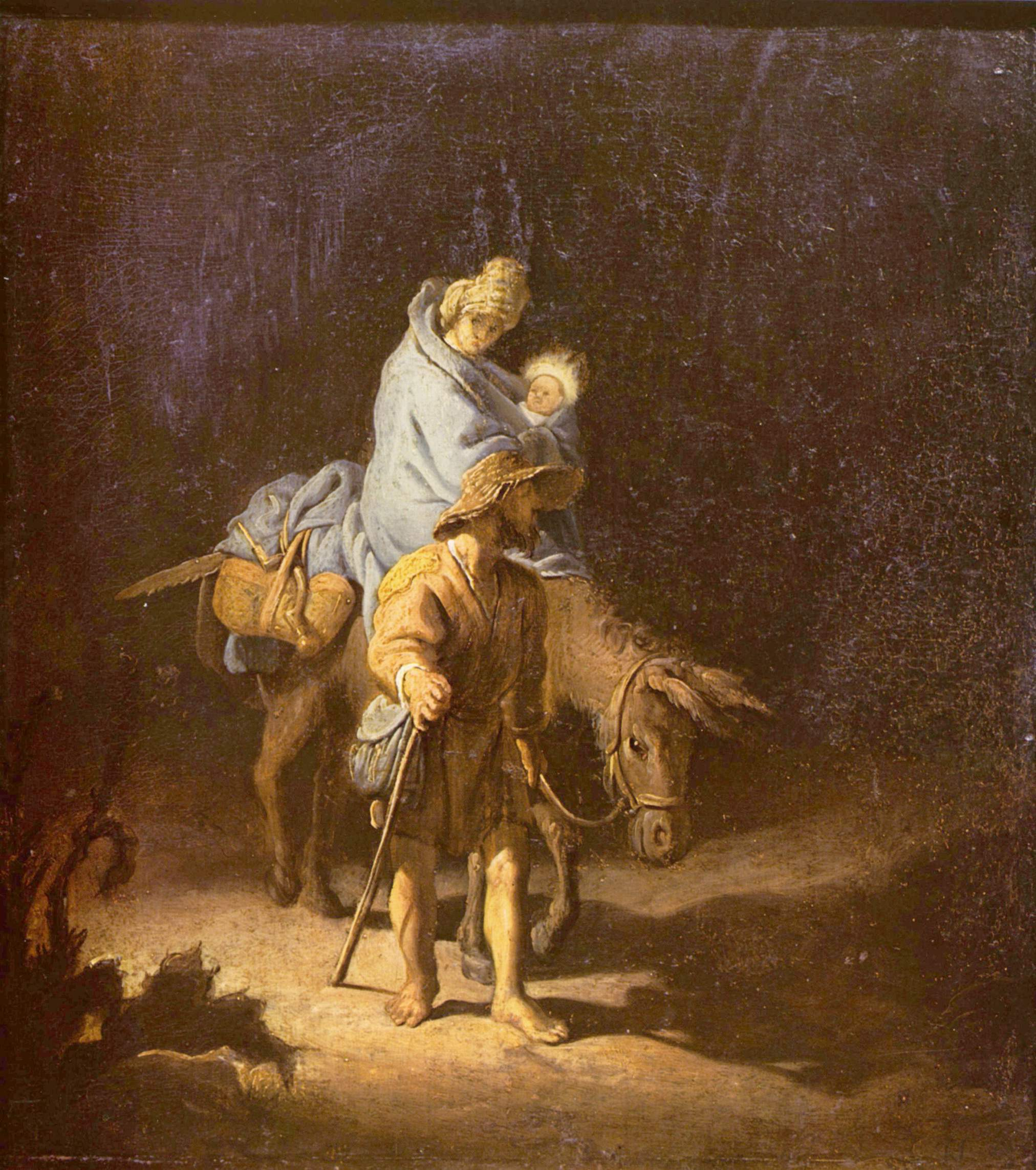
De vlucht naar Egypte door Rembrandt, 1627

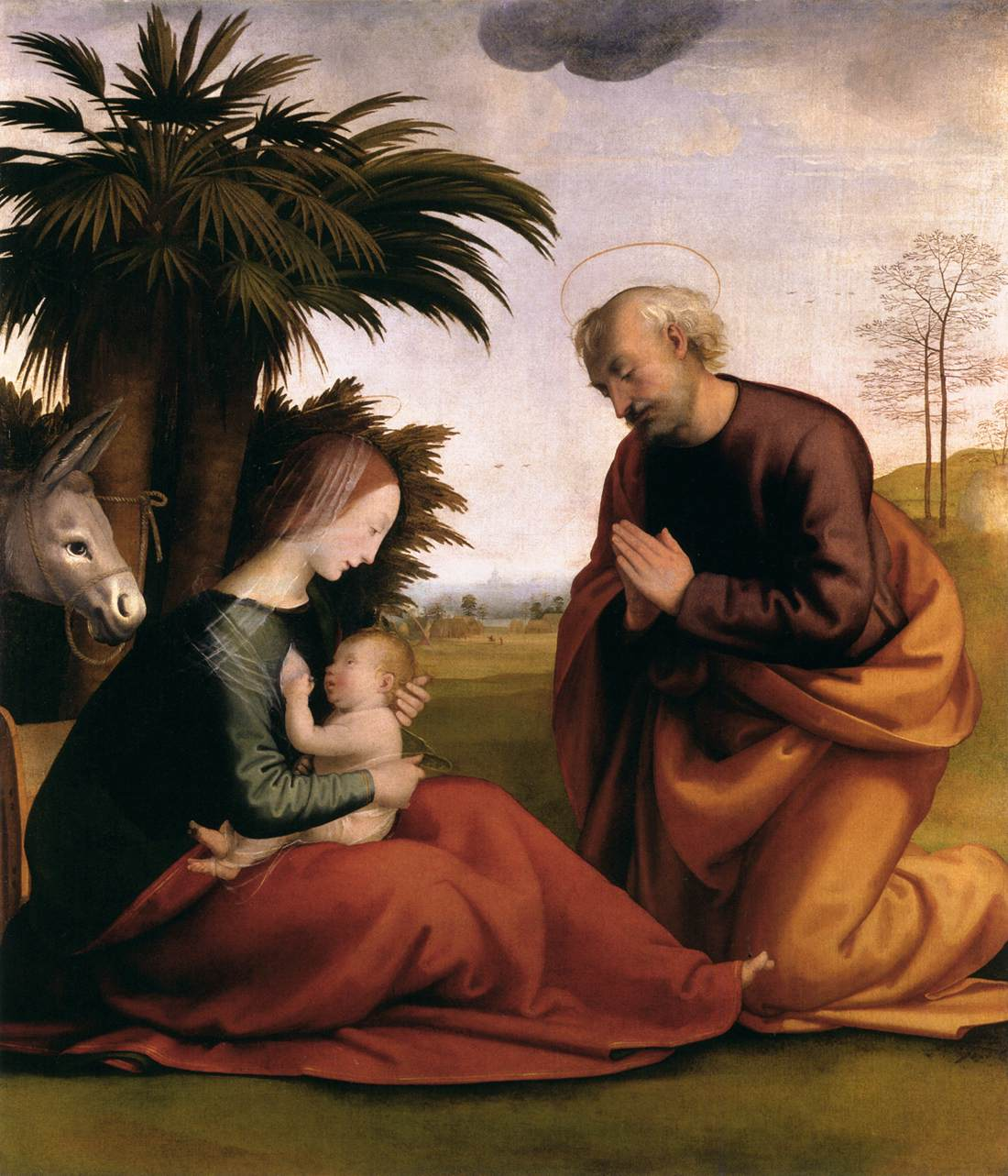
Rustpauze tijdens de terugkeer uit Egypte, schilderij door Fra Bartolomeo uit ca. 1500

De vlucht naar Egypte is het Bijbelse verhaal in Matteüs 2:13-23 over de vlucht van Jozef en Maria met het pasgeboren kindje Jezus naar Egypte nadat ze door een engel zijn gewaarschuwd over de aanstaande kindermoord van Bethlehem.
In Egypte is een groot aantal kerken en schrijnen van de Koptisch-orthodoxe Kerk op plekken waar de Heilige Familie volgens de overlevering verbleef. De belangrijkste van deze kerken is Aboe Sarga, een 4e-eeuwse kerk in Caïro. In de rooms-katholieke traditie is de vlucht naar Egypte een van de zeven smarten van Maria.

## Het verhaal in Matteüs
Het verhaal over de vlucht naar Egypte staat alleen in Matteüs. Dit evangelie verhaalt dat wijzen uit het oosten zochten naar de pasgeboren "koning van de Joden". Herodes hoorde hiervan en gaf zijn soldaten bevel om naar Bethlehem te gaan en alle jongetjes tot twee jaar oud te doden (de kindermoord van Bethlehem). Een engel verscheen echter in een droom aan Jozef en droeg hem op om samen met Jezus en Maria naar Egypte te vluchten.
Volgens het evangelie keerden ze na een tijd, toen Herodes was gestorven, terug naar Judea. Toen ze ontdekten dat de gewelddadige Herodes Archelaüs de nieuwe koning van Judea was, weken ze uit naar Nazaret in Galilea, dat onder de heerschappij van Herodes Antipas was. De terugkeer uit Egypte was volgens Matteüs 2:15 de vervulling van een voorspelling door de profeet Hosea: "Uit Egypte heb ik mijn zoon geroepen".
De auteur van Matteüs legde bewust diverse verbanden tussen Jezus en Mozes. Zo grijpt het verhaal over de kindermoord terug op het verhaal over Mozes, die een vergelijkbare moord op zijn generatiegenoten overleefde. En door de vlucht naar Egypte verbleef ook Jezus, net als Mozes, een tijd in Egypte.

## Apocriefen van het Nieuwe Testament

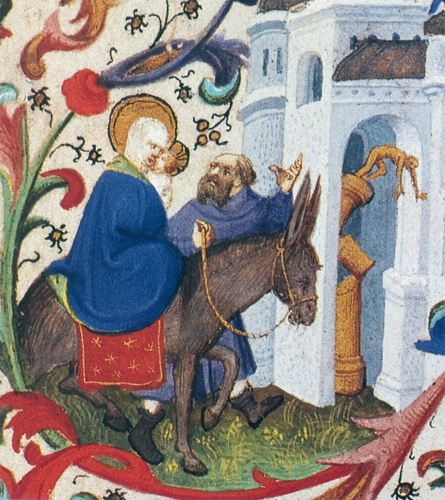
Afbeelding uit 1423 door de Meester van Bedford. Op de achtergrond wordt een van de wonderen uit de apocriefe verhalen afgebeeld: een heidens standbeeld dat van de sokkel stort wanneer Jezus langskomt

De apocriefen van het Nieuwe Testament bevatten een aantal verhalen over de vlucht naar Egypte die vooral handelen over wonderen die plaatsvonden tijdens de reis, zoals een palmboom die naar het kindje Jezus boog zodat de dadels geplukt konden worden; woestijndieren die eer betuigden aan Jezus; een waterbron in de woestijn die spontaan begon te spuiten; een heidens standbeeld dat van de sokkel stortte toen Jezus langskwam; en een treffen met de twee dieven die later naast Jezus werden gekruisigd. In deze verhalen reisde Salomé mee met de Heilige Familie om voor het kindje Jezus te zorgen. De apocriefe verhalen zijn vooral van belang voor de Koptisch-orthodoxe Kerk in Egypte.

## Schilderkunst en theater
De vlucht naar Egypte is in veel kunstwerken afgebeeld, vaak met Maria zittend op de rug van een ezel die wordt geleid door Jozef. Onder meer Rembrandt (De vlucht naar Egypte), Caravaggio, Jacob Jordaens, Albrecht Dürer en El Greco beeldden het verhaal af op schilderijen. 
Vóór ongeveer 1525 werd het verhaal niet apart afgebeeld, maar maakte deel uit van een reeks voorstellingen van de geboorte van Jezus, het leven van Jezus of het leven van Maria. De Vlaamse Primitieven begonnen vanaf de 15e eeuw de Heilige Familie af te beelden tijdens een rustpauze op weg naar Egypte, vaak vergezeld door engelen of, in oudere afbeeldingen, door een jongen die mogelijk Jakobus de Rechtvaardige voorstelde. Tot het Concilie van Trente (1545-1563) werden op de achtergrond vaak verschillende apocriefe wonderen afgebeeld. 
In latere schilderijen, vanaf de 16e eeuw, werden op de achtergrond vaak landschappen afgebeeld, wat kunstschilders de mogelijkheid gaf om te experimenteren met landschapschilderkunst. Vaak werd de Heilige Familie klein afgebeeld en nam het landschap bijna het gehele schilderij in. De 18e-eeuwse Italiaanse kunstenaar Giambattista Tiepolo produceerde een serie van 24 gravures met verschillende scènes van de vlucht naar Egypte. Het onderwerp was vooral populair bij Duitse kunstschilders van de 19e-eeuwse romantiek. 
Een onderwerp dat populair was bij veel schilders van de renaissance was een ontmoeting tussen de kinderen Jezus en Johannes de Doper in Egypte. Johannes de Doper zou volgens de overlevering zijn gered van de kindermoord van Bethlehem door de aartsengel Uriël en naar de Heilige Familie in Egypte zijn gebracht. Onder meer Leonardo da Vinci (de Maagd op de rotsen) en Rafaël schilderden deze ontmoeting van de "Heilige Kinderen".
Naast schilderkunst werd de vlucht naar Egypte ook uitgebeeld in middeleeuwse Bijbelse toneelstukken, waaronder het boek van spelen uit Fleury (ca. 1200) en de Ordo Rachelis-cyclus.

## Afbeeldingen

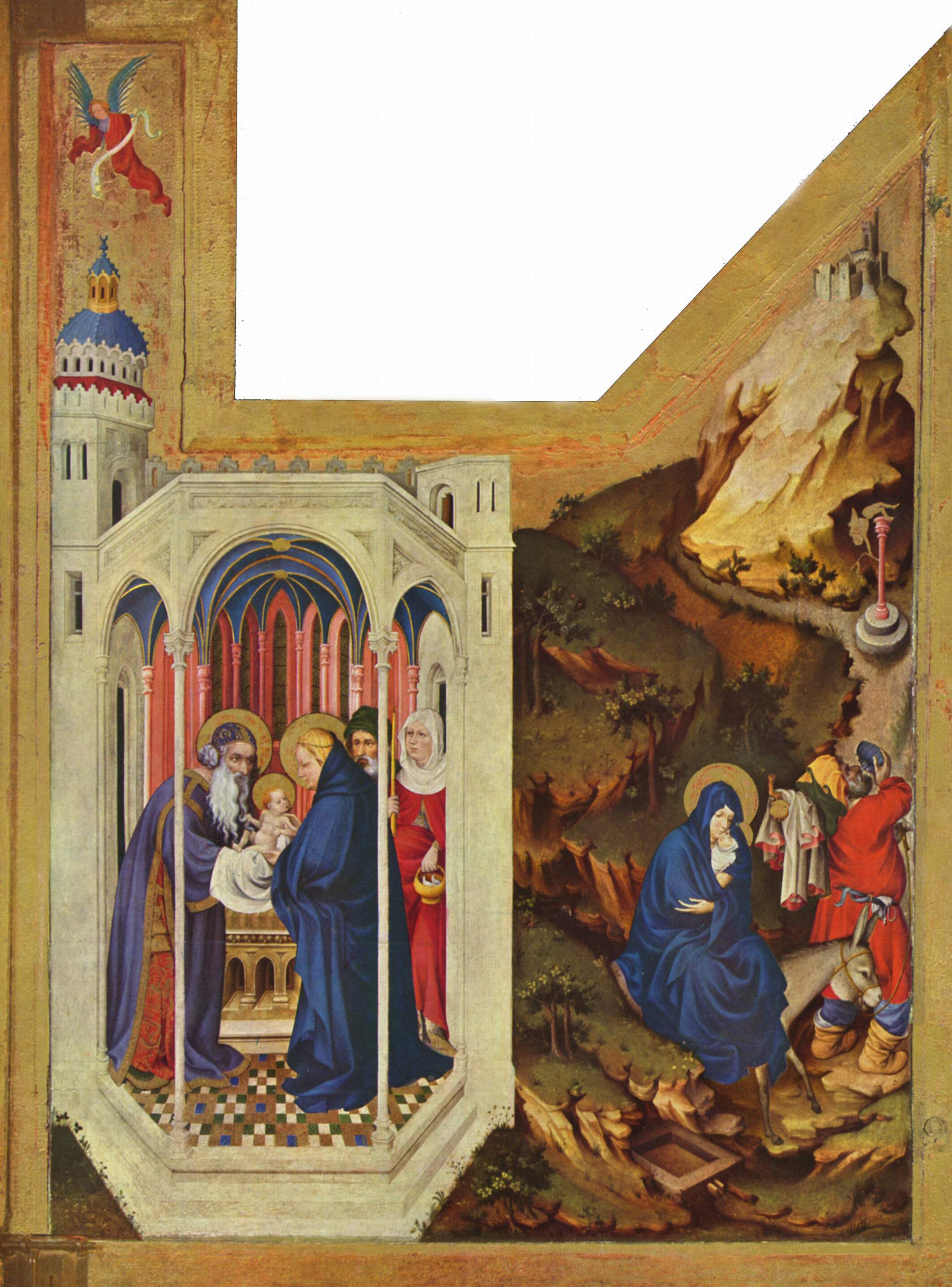
De vlucht naar Egypte (rechterpaneel) afgebeeld door Melchior Broederlam, 1398
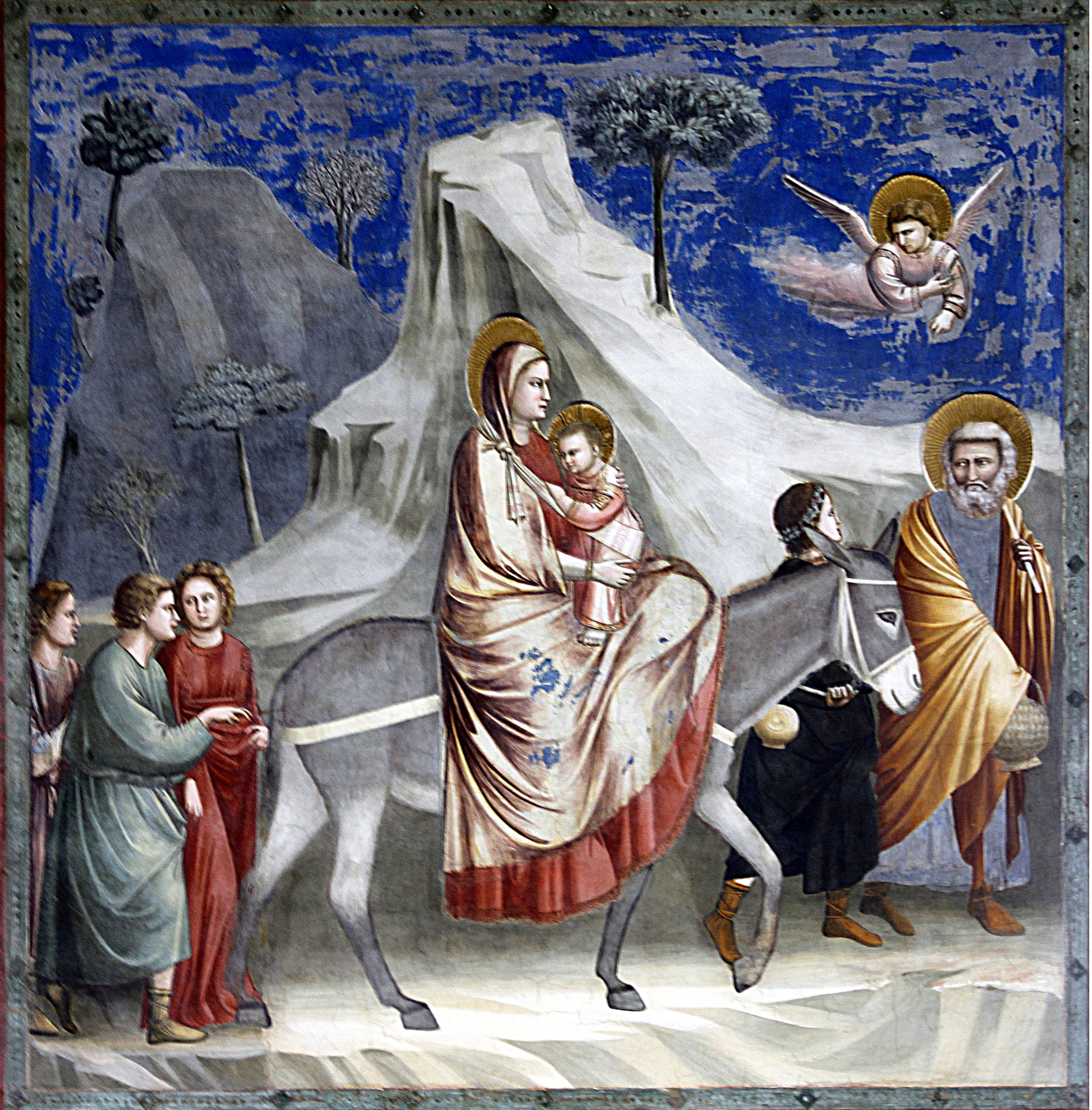
De vlucht naar Egypte door Giotto di Bondone, 1304-06
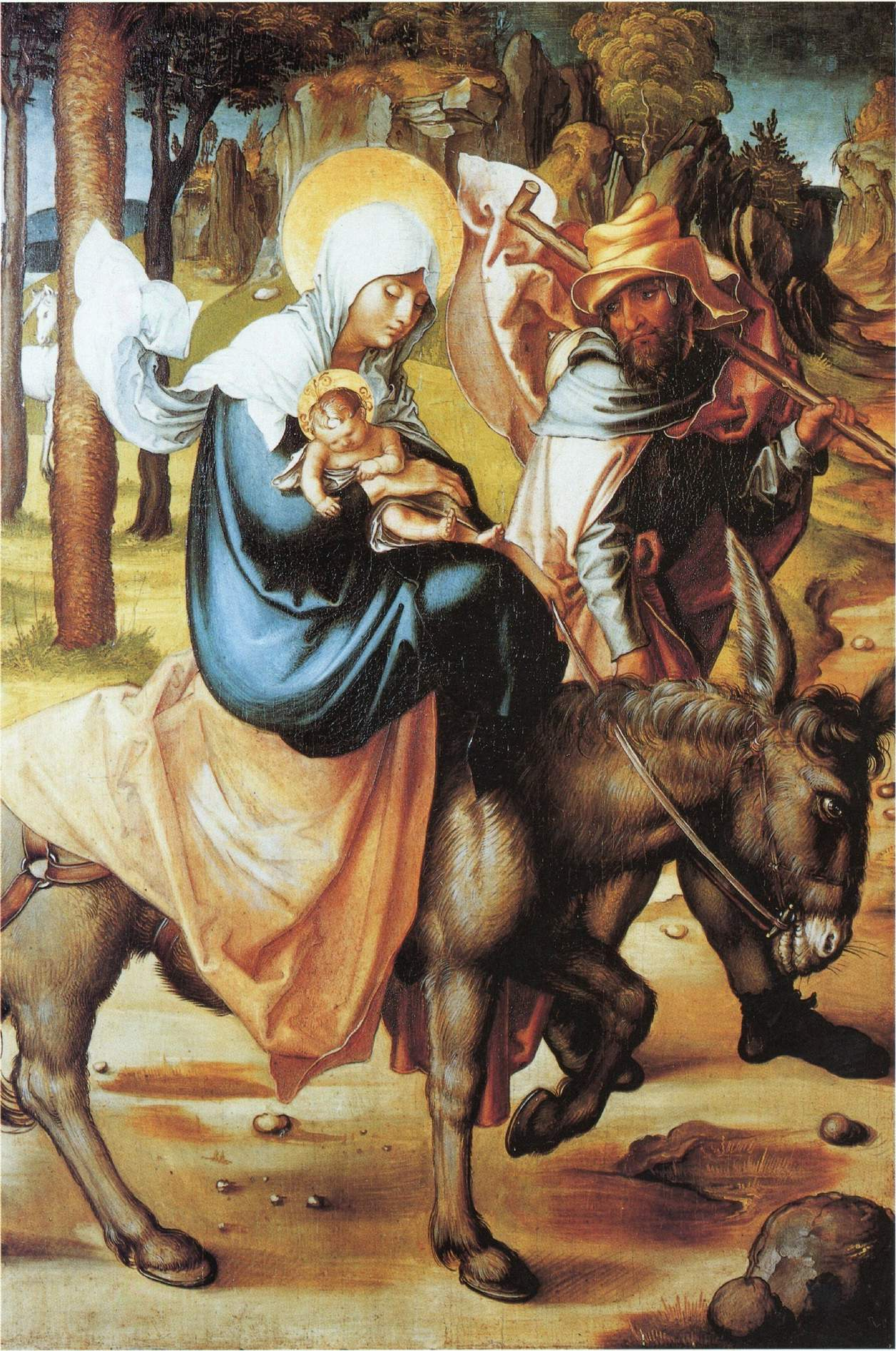
De vlucht naar Egypte, paneel van een veelluik van de zeven smarten van Maria door Albrecht Dürer, ca. 1494-1497
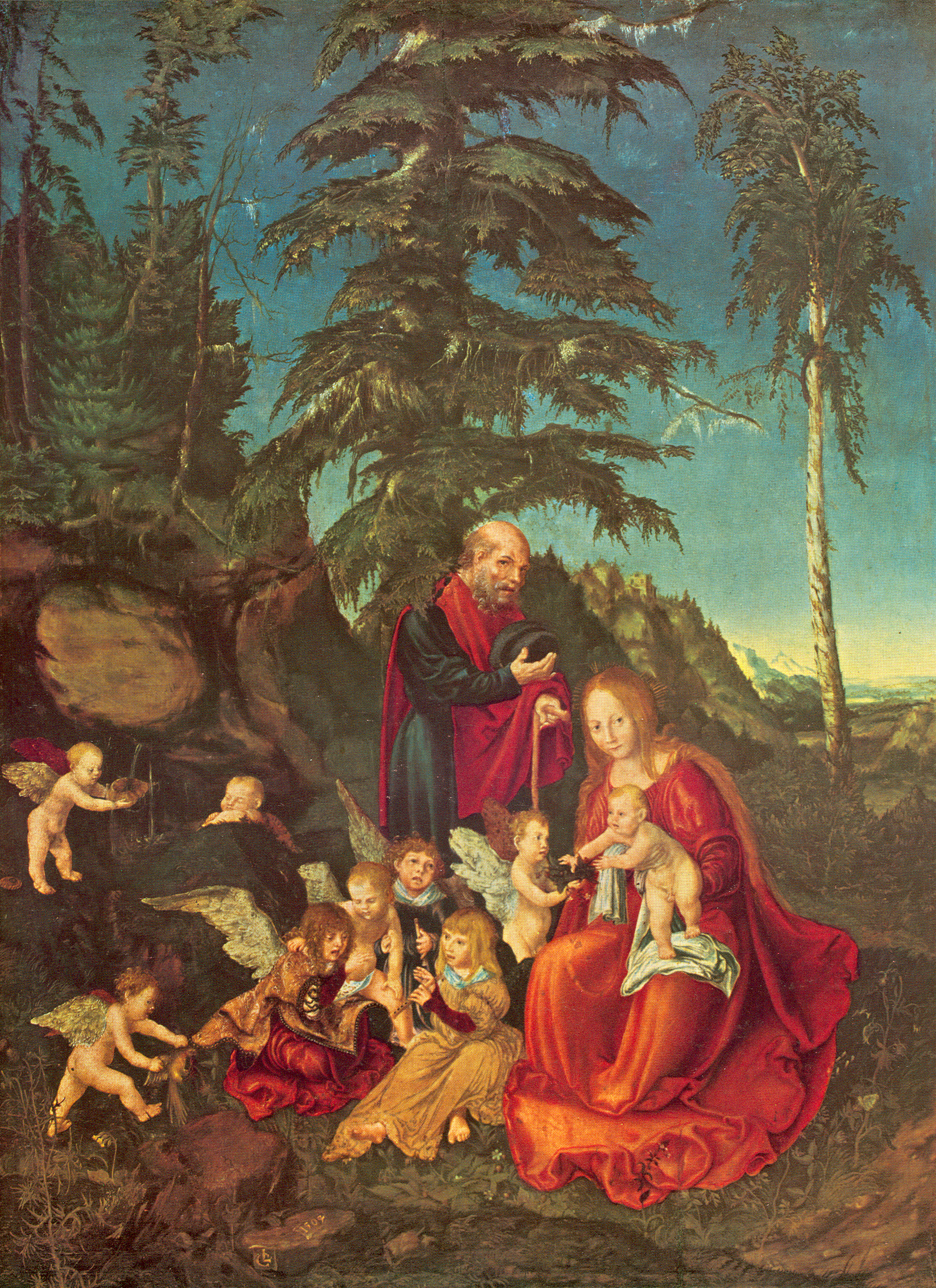
Maria rust uit tijdens de vlucht naar Egypte, door Lucas Cranach de Oude, 1504
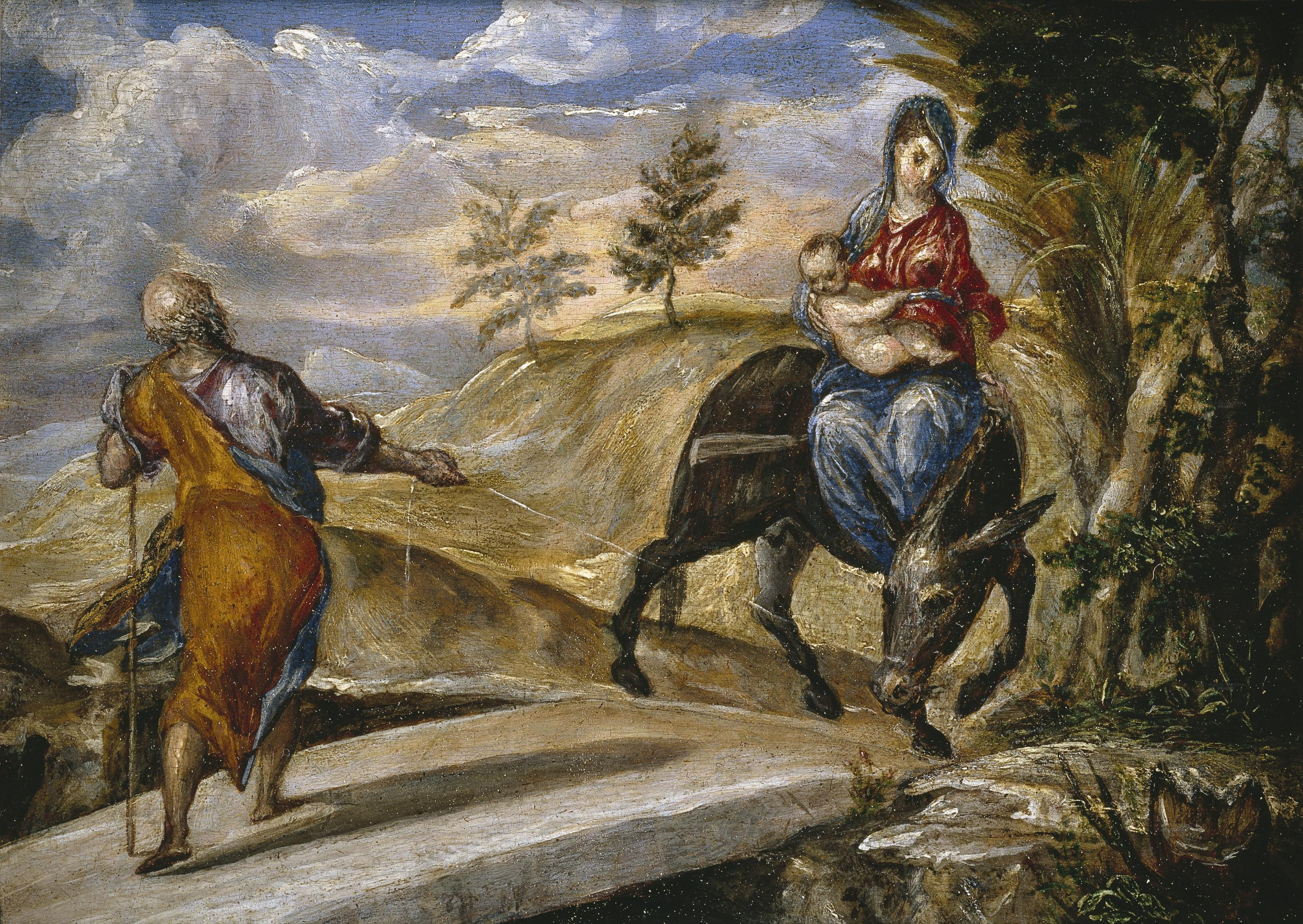
De vlucht naar Egypte door El Greco, 1570
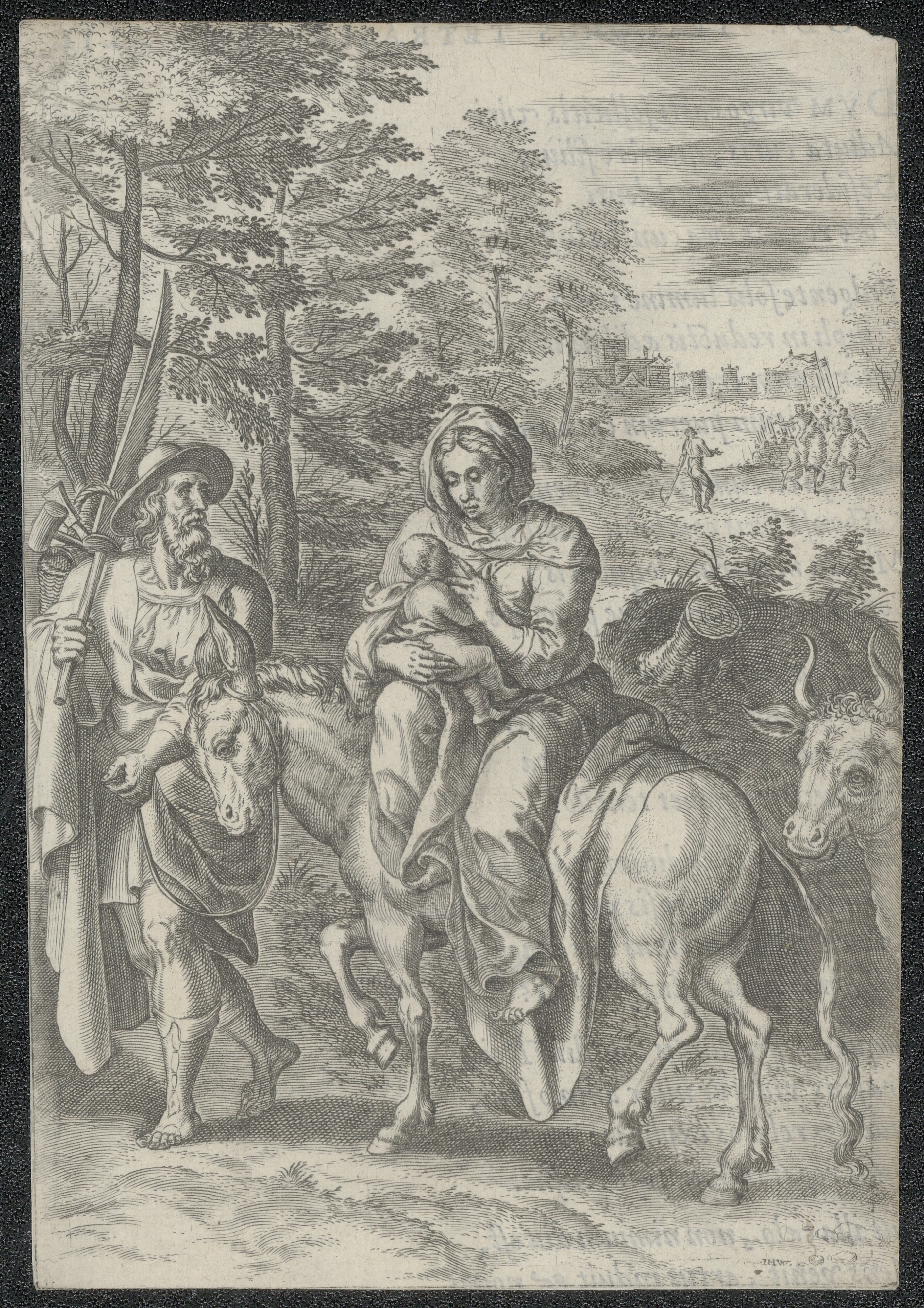
De vlucht naar Egypte, prent door Jan Wierix, 1580
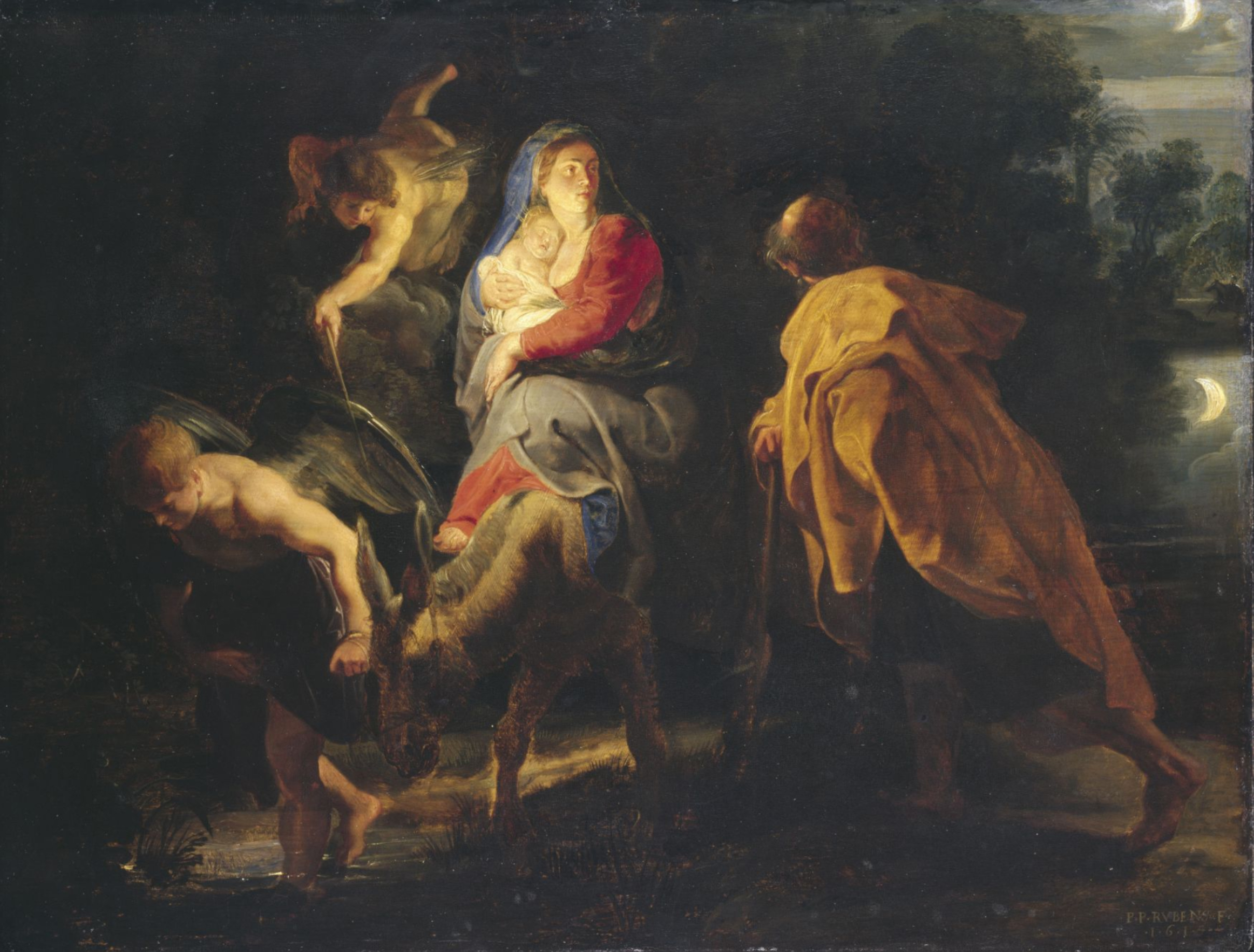
De vlucht naar Egypte, door Peter Paul Rubens, 1614
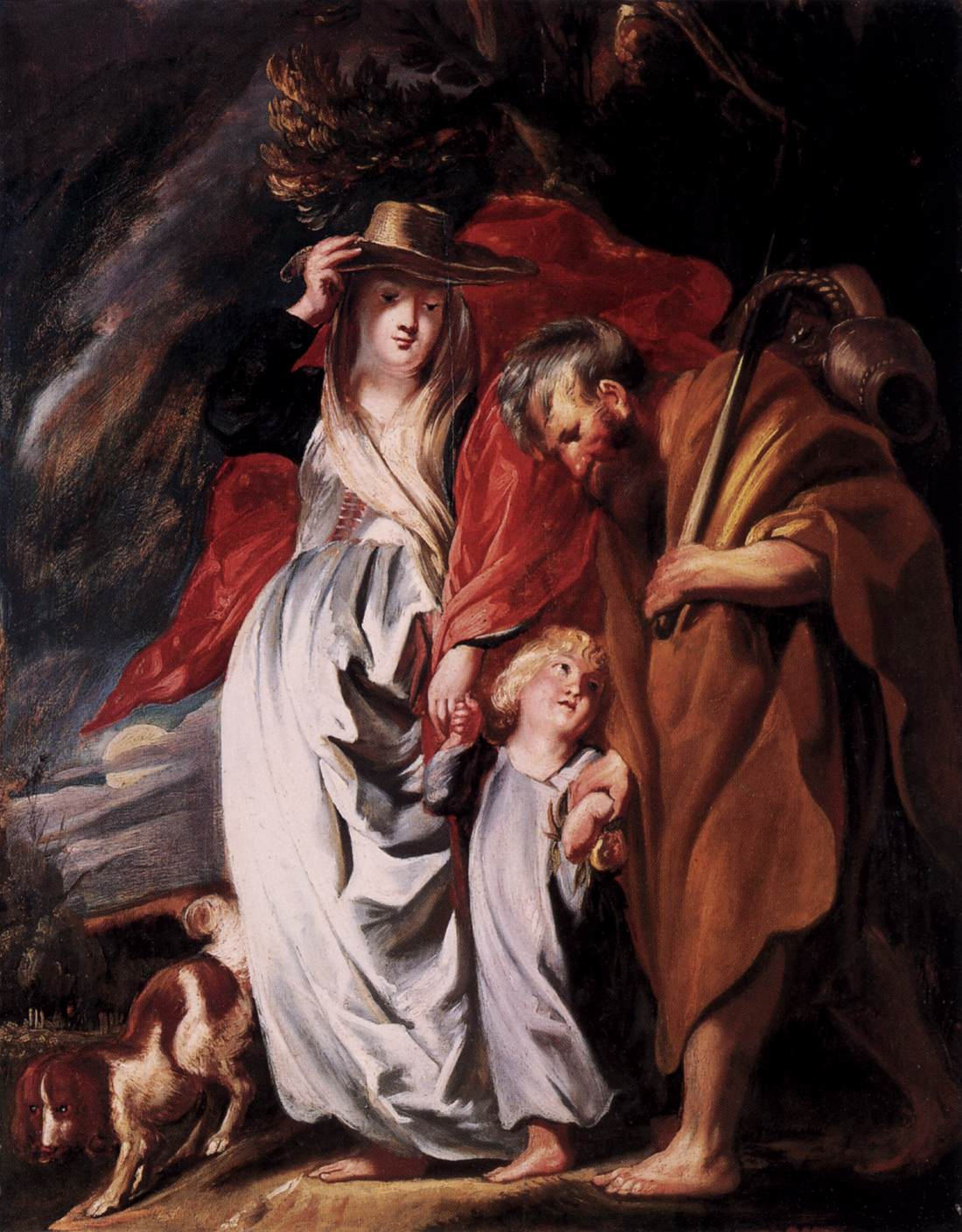
De terugkeer uit Egypte door Jacob Jordaens, ca. 1616
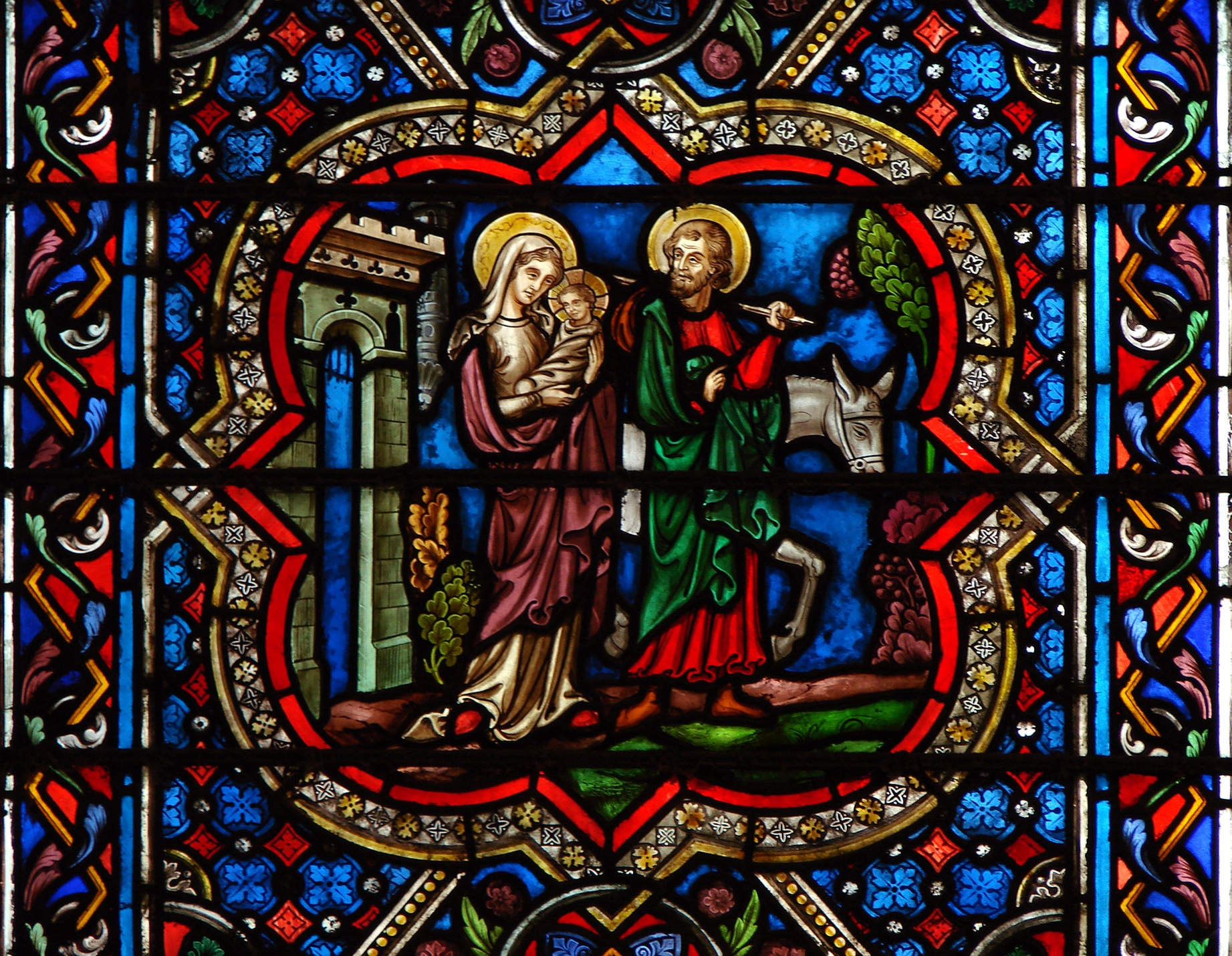
De vlucht naar Egypte, gebrandschilderd glas, Notre-Dame van Parijs
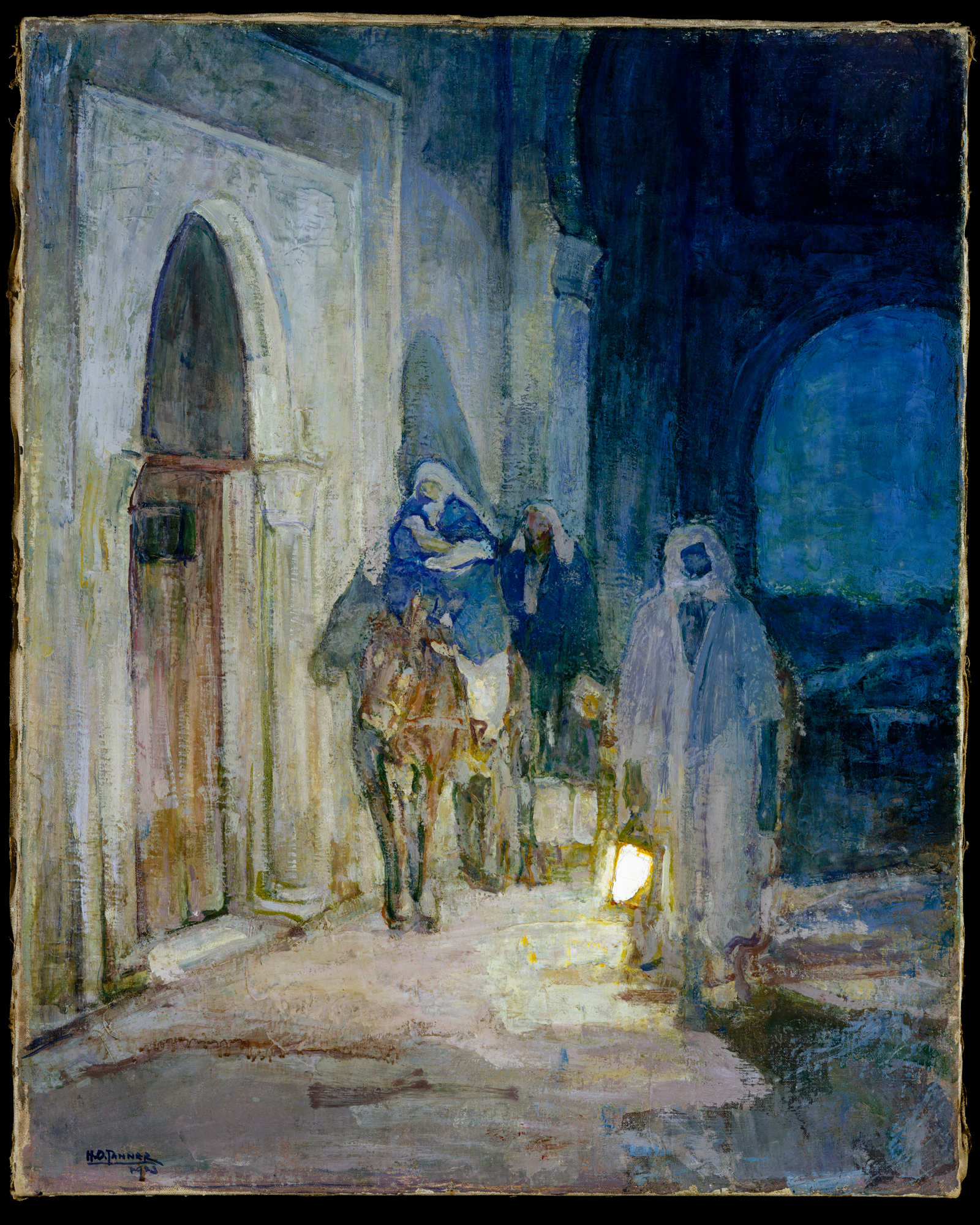
De vlucht naar Egypte, door Henry Ossawa Tanner, 1923